# لوومپرومازین
لوومپرومازین (انگلیسی: Levomepromazine) نوعی داروی فنوتیازینی است که به عنوان مسکن در دردهای متوسط تا شدید در بیماران غیرسرپایی استفاده میشود.